# Прапор Верхнього Лужка
Прапор Верхнього Лужка — один з офіційних символів села Верхній Лужок, Самбірського району Львівської області.

## Історія
Прапор затвердила ІІІ сесія  Верхньолужоцької сільської ради 3-го (ХХІІІ) скликання рішенням  від 21 жовтня 1998 року.
Автор — Андрій Гречило.

## Опис
Квадратне полотнище з трьох горизонтальних рівношироких частин — жовтої, зеленої та білої, жовта та зелена розділені ялинкоподібним січенням.

## Зміст
Прапор побудований на основі символіки герба поселення. Три ялинки над водою фігурували на сільських печатках із ХІХ ст. Кольори означають щедрі ліси та багаті водні ресурси.
Квадратна форма полотнища відповідає усталеним вимогам для муніципальних прапорів (прапорів міст, селищ і сіл).